# 黃梨餅

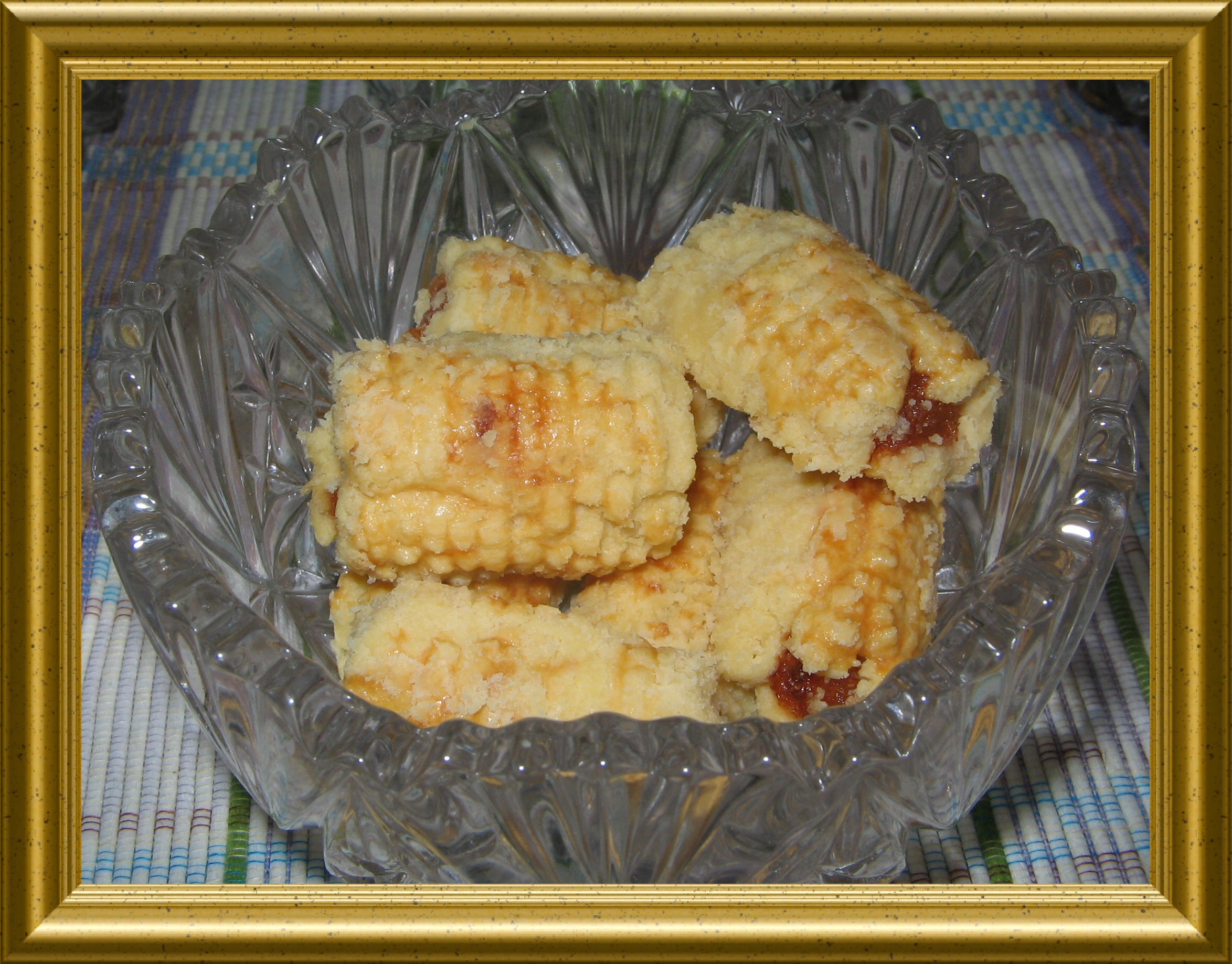

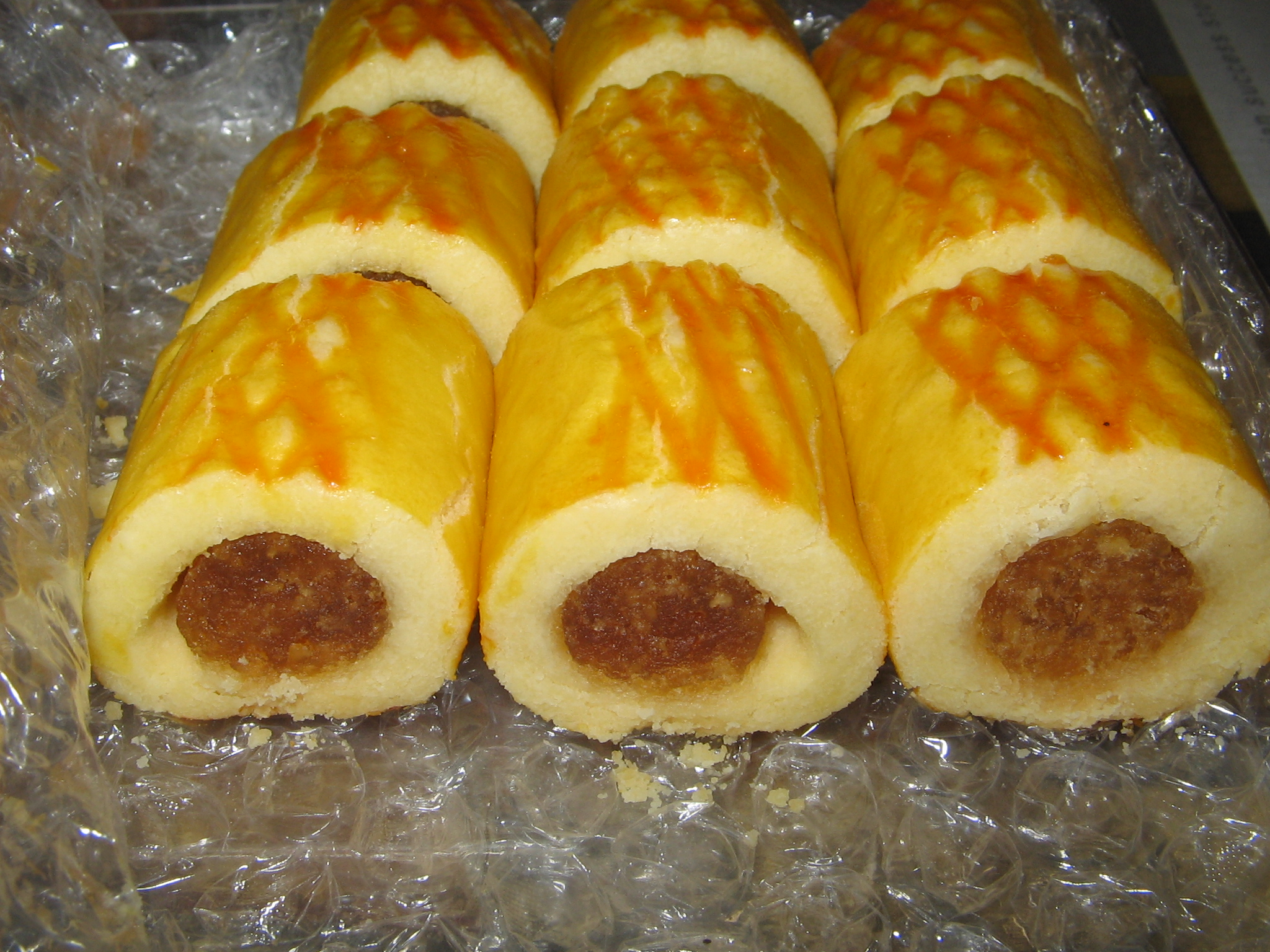

黃梨餅、或稱黄梨酥，是馬來西亞、新加坡和汶萊華人在過農曆新年時享用的年餅之一，是早期峇峇娘惹的傳統糕餅之一，其製作方法及使用材料與臺灣的鳳梨酥略有不同。馬來西亞華人一般將鳳梨稱為“黃梨”，由於黃梨在廣東話、潮州話和泉漳話的諧音“旺來”有招財和好運的意思，因此演變成農曆新年的重要應節食品之一 。隨著馬來半島各族群的文化交流日益密切，近年來馬來人和印度人在慶祝開齋節及屠妖節時，也開始享用這道糕餅了。
馬來西亞的黃梨餅比起鳳梨酥，外型較小巧，可一口吃完，且外型多變，早期是使用酥皮包裹著鳳梨餡，後來延伸出將酥皮捏成各種造型或花邊來包裹餡料，其外型與鳳梨酥最大的不同是餡料都會外露。黃梨餡是使用切碎的鳳梨伴以砂糖一起熬煮，有些人也會添加肉桂、丁香或八角來提升香味。直到黃梨醬開始變濃稠及不粘手之後，才開始包裹餅皮。黃梨餅的餅皮一般多使用麵粉、牛油和蛋黃製成，多使用擠花筒將餅皮擠出不同的形狀，將黃梨餡放上，再捲起或包裹，之後送入烤爐內烘烤。
因製作黃梨餅的成本高昂且工序繁瑣，在馬來西亞的一般華人社區中，平時是難以找到黃梨餅的，僅有在接近農曆新年時，家庭式工廠或各家庭主婦為了幫補家用才會製作黃梨餅。但隨著觀光業日益發達，馬六甲和檳城的老街開始出現大量生產的黃梨餅，作為當地特產販售給遊客。